# Timothy McCarthy
Timothy F. McCarthy detto Tim (Kinsale, 15 luglio 1888 – mare Celtico, 16 marzo 1917) è stato un esploratore e marinaio irlandese. Ha partecipato alla spedizione Endurance in Antartide sotto il comando di Ernest Shackleton.

## Biografia
Nato nel distretto di Lower Cove a Kinsale, regione di contea di Cork (Irlanda), nel 1914 viene scelto da Shackleton per partecipare alla spedizione Endurance in Antartide. Dopo il naufragio dell'Endurance fa parte dell'equipaggio di sei uomini che a bordo della James Caird navigò dall'isola dell'Elefante alla Georgia del Sud in cerca di aiuto.
Ritornato in Inghilterra si arruola nella Royal Navy, impegnata nella prima guerra mondiale. Il 16 marzo 1917, il suo primo giorno di combattimento, muore a bordo della petroliera S.S. Narragansett colpita da un siluro tra il sud ovest dell'Irlanda e le isole Scilly. È fratello di Mortimer McCarthy che partecipò dalla spedizione antartica Terra Nova sotto il comando di Robert Falcon Scott.